# Gerrit Schencke
Gerrit Schencke (Breslau, 18 augustus 1926) was een Duitse voetballer. Hij speelde onder andere voor Holstein Kiel, Sportclub Venlo '54, VVV en Helmond, meestal als middenvelder. Schencke was de eerste buitenlandse voetbalprof in Nederland.

## Loopbaan
Schencke had in de naoorlogse jaren onder andere gevoetbald in Noord-Afrika en via RC Strasbourg, Holstein Kiel en Kaiserslautern belandde hij in 1954 in Venlo, waar kort tevoren de profclub Sportclub Venlo '54 was opgericht. Bij de allereerste profwedstrijd in Nederland op 14 augustus 1954 maakte hij deel uit van het elftal van Sportclub Venlo '54 dat het opnam tegen Alkmaar '54. Na de fusie van Sportclub Venlo '54 met VVV zette de Duitser zijn loopbaan voort bij VVV, totdat het Rijksarbeidsbureau daar in mei 1955 een stokje voor stak en hem een werkvergunning weigerde. Schencke ging weer in zijn geboorteland voetballen bij Union Krefeld. In maart 1956 kreeg Schencke alsnog een werkvergunning, zodat hij kon uitkomen voor HVV Helmond. Zijn hernieuwde verblijf in Nederland was echter van korte duur. Enkele maanden later vertrok Schencke naar Frankrijk, waar hij nog zou uitkomen voor onder andere FC Rouen. In 1959 keerde Schencke opnieuw terug naar Duitsland.

## Profstatistieken
| Seizoen | Club                | Competitie      | Wedstrijden | Doelpunten |
| ------- | ------------------- | --------------- | ----------- | ---------- |
| 1952/53 | Holstein Kiel       | Oberliga Nord   | 1           | 0          |
| 1954    | Sportclub Venlo '54 | NBVB            | 11          | 0          |
| 1954/55 | VVV                 | Eerste klasse D | 8           | 4          |
| 1955/56 | Helmond             | Eerste klasse B | 6           | 0          |
| Totaal  | Totaal              | Totaal          | 26          | 4          |